# Fuente de Adán
La fuente de Adán es una fuente expuesta al público en Ooty, Tamil Nadu, India. Fue construida en 1886 como un monumento a un Gobernador de Ooty, que fue muy famoso en la región durante su mandato. El costo total para construir la fuente estuvo entre Rs. 13.000 a Rs. 14000, que fue financiado a través de fondos públicos.
La fuente fue planeada originalmente para ser colocada cerca del mercado de Ooty. Pero se decidió después que se ubicaría en frente de la oficina del recaudador de Distrito en Ooty por ser un lugar mejor, ya que tenía mayor número de transeúntes.